# Washington Open 2014
Il Washington Open 2014, noto come Citi Open per motivi di sponsorizzazione, è stato un torneo di tennis giocato sul cemento. È stata la 46ª edizione del torneo maschile e faceva parte della categoria ATP World Tour 500 series nell'ambito dell'ATP World Tour 2014, e la 4ª edizione del torneo femminile, che faceva parte della categoria International nell'ambito del WTA Tour 2014. Si è giocato al William H.G. FitzGerald Tennis Center di Washington dal 26 luglio al 3 agosto 2014.

## Partecipanti ATP

### Teste di serie
| Nazionalità   | Giocatore        | Ranking* | Testa di serie |
| ------------- | ---------------- | -------- | -------------- |
| Rep. Ceca     | Tomáš Berdych    | 5        | 1              |
| Canada        | Milos Raonic     | 7        | 2              |
| Bulgaria      | Grigor Dimitrov  | 9        | 3              |
| Giappone      | Kei Nishikori    | 10       | 4              |
| Stati Uniti   | John Isner       | 12       | 5              |
| Francia       | Richard Gasquet  | 14       | 6              |
| Sudafrica     | Kevin Anderson   | 17       | 7              |
| Spagna        | Feliciano López  | 24       | 8              |
| Croazia       | Ivo Karlović     | 31       | 9              |
| Colombia      | Santiago Giraldo | 33       | 10             |
| Rep. Ceca     | Radek Štěpánek   | 34       | 11             |
| Francia       | Jérémy Chardy    | 37       | 12             |
| Canada        | Vasek Pospisil   | 39       | 13             |
| Australia     | Lleyton Hewitt   | 40       | 14             |
| Uzbekistan    | Denis Istomin    | 41       | 15             |
| Taipei cinese | Lu Yen-hsun      | 42       | 16             |
| Francia       | Julien Benneteau | 46       | 17             |

* Ranking al 21 luglio 2014.

### Altri partecipanti
I seguenti giocatori hanno ricevuto una Wild card:
- Tomáš Berdych
- James Duckworth
- Filip Peliwo
- Frances Tiafoe

I seguenti giocatori sono passati dalle qualificazioni:

- Jared Donaldson
- Robby Ginepri
- Alex Kuznetsov
- Illja Marčenko
- Rajeev Ram
- Yūichi Sugita

Il seguente giocatore è entrato come lucky loser:
- Samuel Groth

## Partecipanti WTA

### Teste di serie
| Nazionalità | Giocatrice               | Ranking* | Testa di serie |
| ----------- | ------------------------ | -------- | -------------- |
| Rep. Ceca   | Lucie Šafářová           | 17       | 1              |
| Russia      | Ekaterina Makarova       | 20       | 2              |
| Francia     | Alizé Cornet             | 21       | 3              |
| Stati Uniti | Sloane Stephens          | 22       | 4              |
| Russia      | Anastasija Pavljučenkova | 24       | 5              |
| Russia      | Svetlana Kuznecova       | 26       | 6              |
| Stati Uniti | Madison Keys             | 27       | 7              |
| Romania     | Sorana Cîrstea           | 29       | 8              |

* Ranking al 21 luglio 2014.

### Altre partecipanti
Le seguenti giocatrici hanno ricevuto una Wild card:
- Françoise Abanda
- Shelby Rogers

Le seguenti giocatrici sono passate dalle qualificazioni:

- Tornado Alicia Black
- Hiroko Kuwata
- Olivia Rogowska
- Taylor Townsend

## Campioni

### Singolare maschile
Milos Raonic ha sconfitto in finale  Vasek Pospisil per 6-1, 6-4.
- È il sesto titolo in carriera per Raonic, il primo dell'anno.

### Singolare femminile
Svetlana Kuznecova ha sconfitto in finale  Kurumi Nara per 6-3, 4-6, 6-4.
- È il quattordicesimo titolo in carriera per la Kuznecova, il primo dell'anno.

### Doppio maschile
Jean-Julien Rojer /  Horia Tecău hanno sconfitto in finale  Samuel Groth /  Leander Paes per 7-5, 6-4.

### Doppio femminile
Shūko Aoyama /  Gabriela Dabrowski hanno sconfitto in finale  Hiroko Kuwata /  Kurumi Nara per 6-1, 6-2